# Β-シトステロール
β-シトステロール (β-sitosterol) は、植物ステロールの一種で、コレステロールに類似した化学構造をもつ。室温では白色で蝋状の固体である。

## 動植物への分布
幅広い陸生植物に含有されており、例えばノコギリパルメット、アボカド、カボチャ種子、カシューナッツ、大豆、米糠、小麦胚芽、コーン油、クコの実、ペカン、ピジウム、シーバックソーンなどにも含まれている。

## 利用
- 陸生植物体には存在するが単細胞の藻類にはほとんどみられないことから、サンプル中に含まれる陸生植物由来の有機物の量を示す生物マーカーとして利用される。
- 経口摂取されると、コレステロールより先に胆汁酸と結合することによって腸でのコレステロール吸収を抑えることにより、血中のコレステロールを減少させる作用を持つことから、米国では単独でまたは他の植物ステロールと共に、脂質異常症の治療に用いられることがある。日本では、β-シトステロールを含有する油含有食品が、特定保健用食品として「コレステロールが高めの方に適する」などの表示の許可を取得している。
- ヨーロッパでは良性の前立腺肥大症の治療に用いられることがある。また、ヨーロッパでは前立腺癌や乳癌の治療に用いられることもある。これらにおける作用機序はよくわかっていない。
- β-シトステロールを含むノコギリパルメット抽出物が男性型脱毛症の治療に有効であったとする米国の研究もある[2]。
- 抗炎症作用目的での利用

## 生合成
β-シトステロールは、植物においてメバロン酸経路から生成されるC15のファルネシルピロリン酸2単位が縮合して生成されるC30のスクアレンからさらに環化など一連の反応によりC30のシクロアルテノールなどの中間体を経由して生合成されるC29の植物ステロールの一つである。

## 摂取
| 食品名                       | 含有量 (mg/100g) |
| ---------------------------- | ---------------- |
| キャノーラ油（高オレイン酸） | 426              |
| マーガリン                   | 275              |
| サラダオイル（大豆油）       | 172              |
| アーモンド（ロースト）       | 118              |
| マカデミアナッツ（ロースト） | 107              |
| アボカド                     | 76               |
| くるみ                       | 64               |
| トルティーヤチップス         | 61               |
| マヨネーズ                   | 48               |
| たまご（オムレツ）           | 12               |